# Silesia de Cieszyn

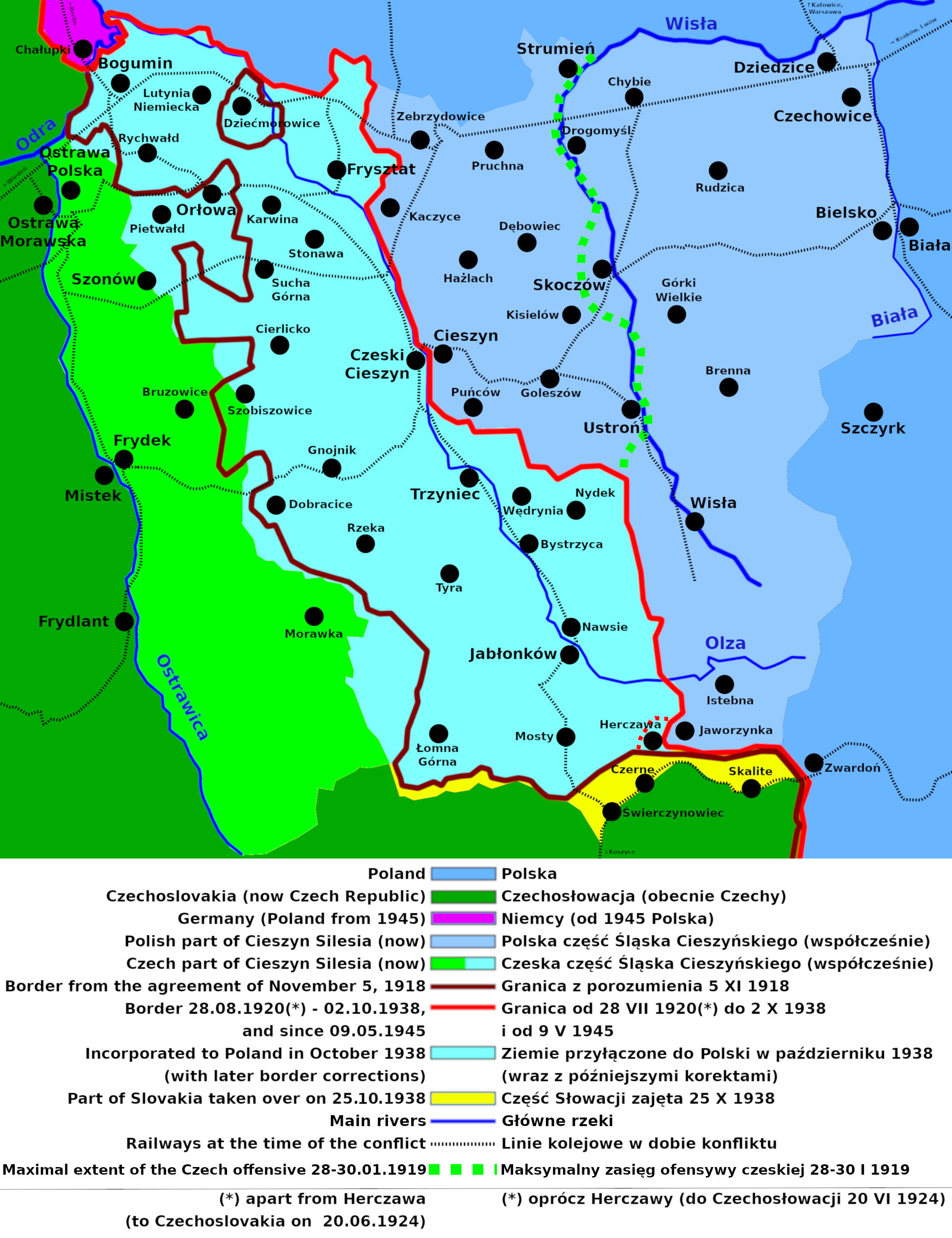
Mapa de Cieszyn Silesia y sus fronteras históricas polaco-checas en 1918-1945

Silesia de Cieszyn, Silesia de Těšín o Silesia de Teschen (en polaco, Śląsk Cieszyński; en checo, Těšínské Slezsko  o Těšínsko; en alemán, Teschener Schlesien u Olsagebiet) es una región histórica del sureste de Silesia, centrada en las ciudades de Cieszyn y Český Těšín y dividida por el río Olza. Desde 1920 está dividida entre Polonia y Checoslovaquia (posteriormente, República Checa). Tiene unos 810 000 habitantes y una superficie de unos 2280 kilómetros cuadrados, de los que 1002 kilómetros (el 44 %) están en Polonia y 1280 kilómetros (el 56 %) en la República Checa.
Los límites históricos de la región coinciden aproximadamente con los del antiguo ducado independiente de Teschen/Cieszyn. Actualmente, más de la mitad de la Silesia de Cieszyn forma una de las eurorregiones, la Eurorregión de Cieszyn Silesia, y el resto pertenece a la Eurorregión de Beskydy.

## División administrativa
Desde un punto de vista administrativo, la parte polaca de la Silesia de Cieszyn se encuentra dentro del Voivodato de Silesia y comprende el condado de Cieszyn, la parte occidental del distrito de Bielsko y la parte occidental de la ciudad de Bielsko-Biała .
La parte checa se encuentra dentro de la región de Moravia-Silesia y comprende el distrito de Karviná, la parte oriental del distrito de Frýdek-Místek y las partes orientales del distrito de Ostrava-City y de la propia ciudad de Ostrava .

## Historia

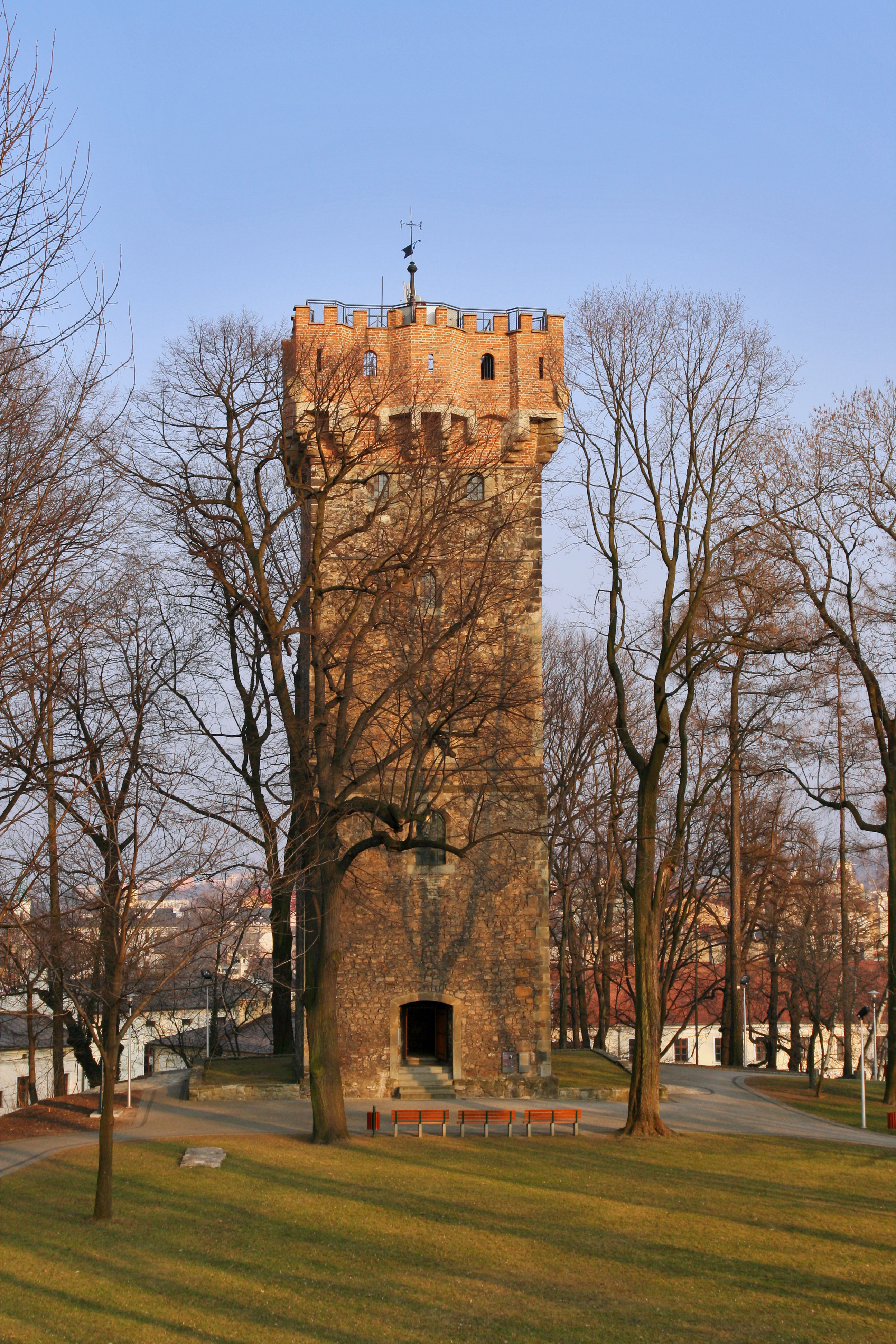
La Torre Piast en Cieszyn

La Silesia de Cieszyn abarca el antiguo Ducado de Teschen, que existió desde 1290 hasta 1918. Antes de 1290 la zona constituía una castellanía, que junto con la castellanía de Racibórz formaba el ducado de Racibórz en 1172. A partir de 1202 formó parte del Ducado unido de Opole y Racibórz. De 1290 a 1653, el ducado de Teschen fue gobernado por la rama local de la dinastía Piast. En 1327, Casimiro I, duque de Cieszyn, juró homenaje al rey bohemio Juan de Bohemia, y el ducado se convirtió en un feudo autónomo del Reino de Bohemia y, posteriormente, de la Corona de Bohemia. El dominio de los Piast continuó hasta 1653 y la muerte de la última descendiente de los Piast, Isabel Lucrecia, duquesa de Cieszyn, tras lo cual pasó directamente a los reyes de Bohemia, en ese momento de la dinastía de los Habsburgo. A partir de 1722, los duques de Teschen procedieron de la dinastía de los duques de Lorena, de 1767 a 1822 de la dinastía de los Wettin y de 1822 a 1918 de la dinastía de los Habsburgo-Lorena.
La Silesia de Cieszyn se consolidó como una entidad histórica, geopolítica, sociocultural y económica uniforme durante el dominio de los Habsburgo. Se diferencia del resto de Silesia porque después de la primera guerra de Silesia entre el Imperio Austriaco y Prusia siguió estando en manos de Austria, mientras que la mayor parte de Silesia pasó a Prusia.
Tras el final de la Primera Guerra Mundial, los dos Estados independientes recién creados, Polonia y Checoslovaquia, reclamaron la zona. Checoslovaquia la reclamó en parte por motivos históricos y étnicos, pero sobre todo por razones económicas y estratégicas. La zona era importante para los checos, ya que la línea ferroviaria crucial que conectaba la Silesia checa con Eslovaquia atravesaba la región (el ferrocarril Košice-Bohumín, que era uno de los dos únicos ferrocarriles que unían las provincias checas con Eslovaquia en aquella época). En la zona occidental de Silesia de Cieszyn abundan las minas de carbón importantes, instalaciones y fábricas metalúrgicas. La parte polaca basó su reclamación en criterios étnicos: la mayoría de la población era polaca según el último censo austriaco (1910).
Se crearon dos consejos locales de autogobierno, polaco y checo. Inicialmente, ambos consejos nacionales reclamaron para sí la totalidad de la Silesia de Cieszyn, el polaco Rada Narodowa Księstwa Cieszyńskiego en su declaración "¡Ludu śląski!" del 30 de octubre de 1918 y el checo Národní výbor pro Slezsko en su declaración del 1 de noviembre de 1918. El 31 de octubre de 1918, tras la Primera Guerra Mundial y la disolución de Austria-Hungría, la mayor parte de la zona fue tomada por las autoridades locales polacas. El efímero acuerdo provisional del 2 de noviembre de 1918 reflejaba la incapacidad de los dos consejos nacionales para llegar a una delimitación definitiva, y el 5 de noviembre de 1918 la región se repartió entre Polonia y Checoslovaquia mediante otro acuerdo provisional. En 1919 los consejos fueron absorbidos por los recién creados e independientes gobiernos centrales de Praga y Varsovia.
La primera no estaba satisfecha con la situación y el 23 de enero de 1919 invadió la zona mientras ambas partes estaban inmersas en conflictos mucho mayores en otros lugaresː Polonia en guerra con la República Nacional de Ucrania Occidental y Checoslovaquia en la guerra con la República Soviética de Hungría por la Alta Hungría. El impulso para la invasión checa en 1919 fue la organización por parte de Polonia de elecciones al Sejm (parlamento) de Polonia en la zona en disputa. Las elecciones debían celebrarse en toda la Silesia de Cieszyn. Los checos alegaron que las elecciones no debían celebrarse en la zona en disputa, ya que la delimitación era sólo provisional y ninguna parte debía ejercer allí su soberanía. La demanda checa fue rechazada por los polacos y, tras el rechazo, los checos decidieron resolver la cuestión por la fuerza. Las unidades checas, al mando del coronel Josef Šnejdárek, y las polacas, comandadas por el general Franciszek Latinik, se enfrentaron tras el rápido avance checo cerca de Skoczów, donde se libró una batalla del 28 al 30 de enero. No fue concluyente, y antes de que las fuerzas checas reforzadas pudieran reanudar el ataque a la ciudad, fueron presionadas por la Entente para que detuvieran las operaciones y se firmó un alto el fuego el 3 de febrero.
En este clima de tensión se decidió celebrar un plebiscito en la zona para preguntar a los habitantes a qué país debía unirse el territorio. Los comisionados del plebiscito llegaron allí a finales de enero de 1920 y, tras analizar la situación, declararon el estado de emergencia en el territorio el 19 de mayo de 1920. La situación allí seguía siendo muy tensa. La intimidación mutua, los actos de terror, las palizas e incluso los asesinatos afectaron a la zona. El plebiscito no pudo celebrarse en este ambiente. El 10 de julio, ambas partes renunciaron a la idea del plebiscito y confiaron la decisión a la Conferencia de Embajadores. Finalmente, el 58,1% de la superficie de la Silesia de Cieszyn, junto con el 67,9% de la población, pasó a manos de Checoslovaquia el 28 de julio de 1920 por decisión de la Conferencia de Spa. Esta decisión dividió una región históricamente unificada, dejando una considerable minoría polaca en Checoslovaquia y creando en la práctica Zaolzie, la comarca oriental de la parte checa de la Silesia de Cieszyn. Zaolzie significa literalmente "la tierra allende el río Olza" (mirando desde Polonia). La división de 1920 tuvo un impacto inmediato en la vida de la región. Muchas familias quedaron divididas por la nueva frontera. Varios municipios se dividieron entre los dos países -Cieszyn (PL) / Český Těšín (CS), Leszna Górna (PL) / Horní Líštná (CS), y Marklowice Górne (PL) / Dolní Marklovice (CS), por nombrar algunos.
El 1 de octubre de 1938, Zaolzie fue anexionada por Polonia tras la Conferencia de Múnich. El 1 de septiembre de 1939, Zaolzie fue anexionada por la Alemania nazi tras invadir Polonia. Durante la Segunda Guerra Mundial, la Silesia de Cieszyn Silesia de la Alemania nazi. Inmediatamente después de la Segunda Guerra Mundial, las fronteras volvieron a su estado de 1920. Polonia firmó un tratado con Checoslovaquia en Varsovia el 13 de junio de 1958 en el que se confirmaba la frontera tal y como existía el 1 de enero de 1938. La parte checa de la Silesia de Cieszyn siguió perteneciendo a Checoslovaquia hasta la disolución de ésta en 1993 y desde entonces forma parte de la República Checa.

## Geografía

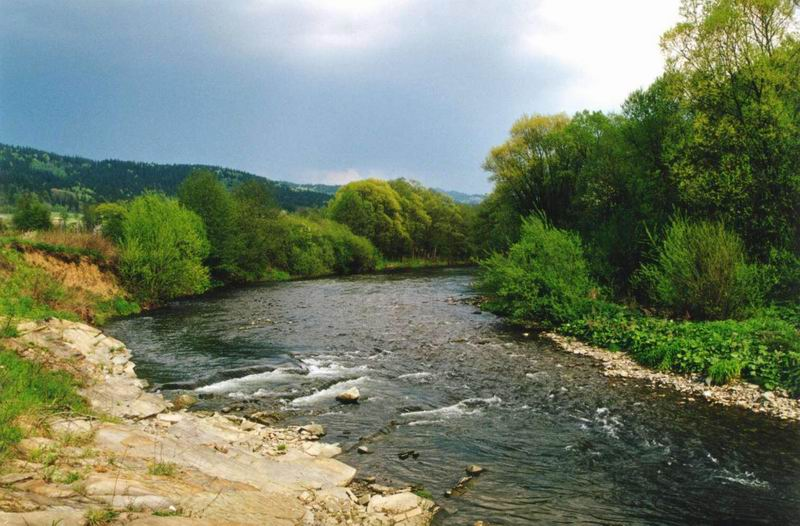
Río Olza en Hrádek / Gródek

La región está separada del resto de Silesia (y de la Alta Silesia en particular) por el río Vístula (la parte que comienza en Strumień ) y de la región de la Pequeña Polonia por el río Biała y la montaña Barania Góra, el pico más alto de la parte polaca de la región a 1220 metros (4003 pies). El pico más alto de la región es Lysá hora (1324 m (4344 pies)) en la parte checa. La región también limita con Eslovaquia, a lo largo de la cordillera de Polom y el paso de Jablunkov en Mosty u Jablunkova, y la Moravia checa a través de los ríos Ostravice y Oder. Geográficamente, el área de la Silesia de Cieszyn se subdivide en:
- Colinas de Silesia (Pogórze Śląskie)
- Beskides de Silesia (Beskid Śląski, Slezské Beskydy), excepto la comarca de Szczyrk
- Beskides de Moravia-Silesia (parte oriental; Moravskoslezské Beskydy, Beskid Morawsko-Śląski)
- Puerta de Moravia (parte septentrional; Moravská brána)
- Valle de Oświęcim (parte occidental; Kotlina oświęcimska)

Las principales ciudades de la región son Cieszyn y Bielsko (parte occidental de Bielsko-Biała ), así como Czechowice-Dziedzice, Skoczów, Strumień, Ustroń y Wisła. La parte checa incluye la zona oriental de Ostrava (llamada Slezská Ostrava), Karviná (y en el pasado Fryštát, ahora un distrito de Karviná), Frýdek (la parte oriental de Frýdek-Místek), Bohumín, Český Těšín, Havířov, Jablunkov y Třinec.
Históricamente, el Ducado de Teschen y, por tanto, la Silesia de Cieszyn formaban parte de la Alta Silesia. Después de las guerras de Silesia en el siglo XVIII se separó del resto de Silesia, lo que inició el proceso de formación de su propia idntidad, hasta el punto de que algunos autores contemporáneos afirman que la Silesia de Cieszyn y la Alta Silesia son regiones diferentes.

## Cultura, lengua y religión

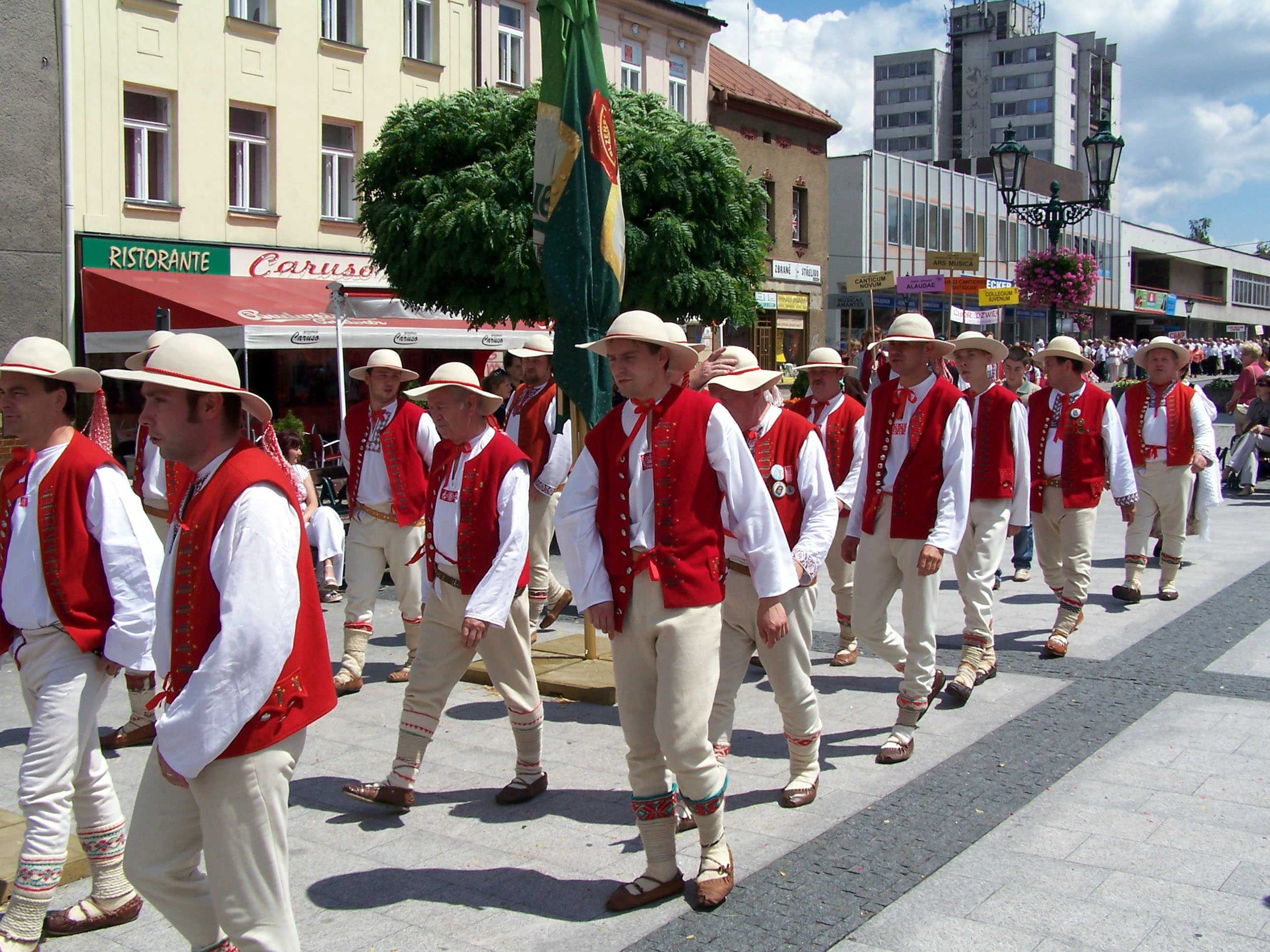
Coro de hombres Góral de Jablunkov/Jabłonków

La Silesia de Cieszyn como región se consolidó en el siglo XIX, convirtiéndose más tarde en una parte oriental discreta de la Silesia austriaca, corona de la parte cisleña de Austria-Hungría, lo que contribuyó a formar una identidad local propia basada en la lengua, el pluralismo religioso y étnico, y la diferenciación de otras partes de Silesia.
La región estaba habitada por varios grupos étnicos. Los más numerosos eran polacos (históricamente también llamados Wasserpolaks), checos (principalmente en la parte occidental de la región), alemanes (especialmente en la isla de lengua alemana de Bielsko-Biała) y judíos. La región septentrional, fuertemente industrializada y urbanizada, está más densamente poblada que la parte meridional, más montañosa. La densidad de población de la Silesia de Cieszyn es de unos 360/km²). En la zona meridional y montañosa viven los górales silesianos (literalmente, montañeses), el pueblo indígena de la región. Tienen una cultura propia que ha influido en la de toda la región.
La Silesia de Cieszyn es conocida por su pluralismo religioso. Las religiones más extendidas son el catolicismo romano y el luteranismo. La región se distingue en gran parte por su protestantismo, que influye en toda la región. Entre los municipios de mayoría protestante se encuentran los de los alrededores de Skoczów y Wisła, la única ciudad de Polonia con mayoría protestante. La influencia protestante se refleja en el dicho regional en el dialecto silesio de Cieszyn "Dzierży sie twardo jak lutersko wiara kole Cieszyna" (permanece fuerte como la fe luterana en los alrededores de Cieszyn.) Varias ciudades, especialmente Bielsko, Cieszyn y Fryštát, tuvieron en el pasado una comunidad judía más numerosa, pero los judíos locales fueron aniquilados casi por completo por los nazis durante la Segunda Guerra Mundial, y los alemanes/alemanes locales fueron todos deportados a Alemania o Austria después de la guerra. Hoy en día, otras muchas denominaciones religiosas, en su mayoría cristianas, están presentes en pequeño número, incluidos los Testigos de Jehová, los Adventistas del Séptimo Día y los Pentecostales, cuyo movimiento dentro de Polonia se originó en la Silesia de Cieszyn.
La Silesia de Cieszyn se distingue asimismo por su dialecto, el dialecto silesio de Cieszyn, que se diferencia de los demás dialectos silesios hablados en la Alta Silesia. Es un dialecto distinto con influencias predominantemente polacas, aunque hay igualmente hay fuertes influencias checas y alemanas. Los habitantes de la Silesia de Cieszyn tienen una fuerte identidad regional (Cieszyn Silesian, Góral, etc.) -los lugareños dirán que son (tu) estela (de aquí)- pero la gran mayoría se declara de nacionalidad polaca o checa en sus respectivos censos nacionales. Esto es algo diferente de la situación en la Alta Silesia, donde todavía existe una tendencia a la autonomía.
Sin embargo, los habitantes de la zona consideran la época de los Habsburgo con bastante cariño. La época de María Teresa y Francisco José es vista con nostalgia como un tiempo de justicia, desarrollo, orden y paz. De hecho, esto se debe en parte a una actitud liberal y pluralista hacia los grupos nacionales y étnicos, liberal en comparación con otros imperios de la época, especialmente Prusia y el Imperio Ruso. Incluso en 2006 todavía había retratos de los gobernantes de los Habsburgo en la pared del salón de actos del ayuntamiento de Cieszyn.
El traje popular más extendido en la zona solía ser un traje popular de Cieszyn asociado a los valacos de Cieszyn.

## Otras lecturas
- Gąsiorowski, Zygmunt J. "Relaciones polaco-checoslovacas, 1918-1922", Revista de Europa del Este y Eslava (1956) 35 # 84 pp 172-193 en JSTOR
- Hannan, Kevin . Fronteras del lenguaje y la identidad en Teschen Silesia (1996), 255p. cubre 1200 a 1990
- Volokitina, TV "El conflicto polaco-checoslovaco sobre Teschen: el problema del reasentamiento de los polacos y la posición de la URSS", Revista de Estudios Comunistas y Políticas de Transición (2000) 16 # 1 págs. 46–63.

### Otros idiomas
- Broda, Szymon (2006). «Cieszyniacy – Kim byli i kim są?».  En Daniel Kadłubiec, ed. Kalendarz Śląski 2007. Czeski Cieszyn: ZG PZKO. ISBN 80-239-8132-3.
- Długajczyk, Edward (1993). Tajny front na granicy cieszyńskiej. Wywiad i dywersja w latach 1919–1939. Katowice: Śląsk. ISBN 83-85831-03-7.
- Gawrecká, Marie (2004). Československé Slezsko mezi světovými válkami 1918–1938. Opava: Silesian University in Opava. ISBN 80-7248-233-5.
- Kaszper, Roman; Małysz, eds. (2009). Poláci na Těšínsku. Český Těšín: Kongres Poláků v České republice. ISBN 978-80-87381-00-7. Archivado desde el original el 7 de noviembre de 2017. Consultado el 4 de agosto de 2021.
- Popiołek, Kazimierz (1976). Śląskie dzieje. Warszawa: Państwowe Wydawnictwo Naukowe. OCLC 3646747.
- Žáček, Rudolf (2004). Dějiny Slezska v datech. Praha: Libri. ISBN 80-7277-172-8.
- Zahradnik, Stanisław; Marek Ryczkowski (1992). Korzenie Zaolzia. Warszawa - Praga - Trzyniec: PAI-press. OCLC 177389723.

- Datos: Q126781
- Multimedia: Teschen Silesia / Q126781